# جو لاك
جو لاك (بالإنجليزية: Joe Lake)‏ هو لاعب كرة قاعدة أمريكي، ولد في 6 يناير 1881 في بروكلين في الولايات المتحدة، وتوفي بنفس المكان في 30 يونيو 1950.

## وصلات خارجية
- جو لاك على موقعبيزبول رفرنس.كوم (الدوري الرئيسي) (الإنجليزية)
- جو لاك على موقعبيزبول رفرنس.كوم (الدوري الثانوي) (الإنجليزية)